# 天影路

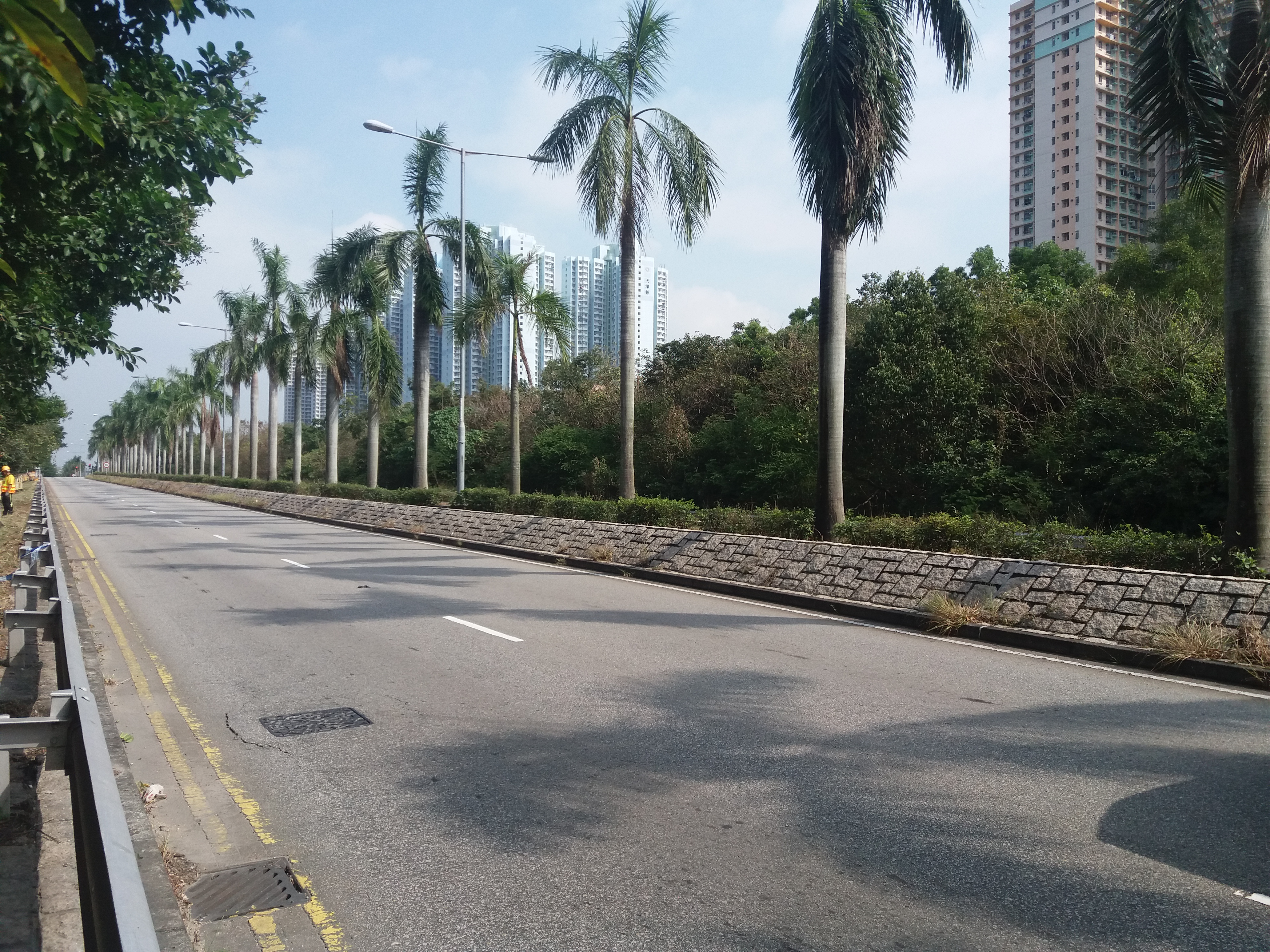
近沙江圍的一段天影路

天影路（英語：Tin Ying Road）是香港新界元朗區天水圍的一條道路，是天水圍與厦村的分界綫，为新界西部的主要道路，可以说是一條繞道，往來屯马綫天水圍站和天水圍北部天恆邨的港鐵巴士K76綫一一條巴士路線。此道路限速是每小時70公里，為少數於天水圍可行走高於每小時50公里之道路（另外一條是天慈路。）
此路前稱P1路、D3路，根據未命名道路編號定義，屬於主要幹路及區域幹道。P1路段（屏廈路至天華路一段）通車及命名日期已不可考，D3路（天華路至湿地公园路）則於2003年1月30日命名及通車。
此外，此道路是天月路的唯一出入口。

## 其他
天水圍101區，即現今天恩邨，2000年天恩邨落成時，是使用本路的名稱，其名為「天影路中轉房屋」，其商場則名為天影路商場。但因為政府的房屋政策改變，才改用現有名稱。

## 交匯道路
- 屏廈路
- 洪天路
- 天華路
- 天秀路
- 天月路
- 天瑞路
- 濕地公園路

## 事件

### 長跑比賽
自2008年起，團體會在天影路及與本路相連的洪天路或濕地公園路舉行長跑比賽。由於舉行時天氣炎熱，故可能有參賽者暈倒。而舉行長跑比賽期間，港鐵巴士K76綫會改行天湖路及天耀路或者一直行駛屏廈路至天華路前往天瑞路。其中2008年的長跑比賽更有香港明星參與。
現時，每年11月首個周日舉行的《香港十公里挑戰賽》，便採用此道路及洪天路作為賽道。

## 主要设施
- 天水围渠
- 流浮山消防局
- 天水围高尔夫球场

## 已擱置計劃
為配合洪水橋新市鎮發展，P1路段（屏廈路至天華路一段）建議拆除，並由屏廈路取代原有功能。然而，因應運輸規劃改動，不使用鐵路作運輸，天影路P1路段獲保留。